# Liburnija Zadar
 Liburnija Zadar je  zadarski javni prijevoznik sa sjedištem u Zadru.
Javni gradski prijevoz organiziran je kroz ukupno 12 linija na kojem prometuju 22 autobusa. Postojećim linijama obuhvaćeni su svi dijelovi grada Zadra. Osim gradskog prijevoza osnovna djelatnost je i obavljanje javnog linijskog prijevoza unutar Zadarske županije. Pokriva gotovo cijelo područje županije uključujući i otoke (Ugljan, Pašman, Dugi otok, Iž), te ugovoreni prijevoz za potrebe osnovnih škola. Tvrtka je Komunalne radne organizacije (KRO) "Liburnija" registrirane kod Trgovačkog suda u Splitu 10. siječnja 1985. godine, a na temelju Društvenog ugovora o usklađenju sa Zakonom o trgovačkim društvima formira se kao društvo s ograničenom odgovornošću 10. rujna 1996. godine.

## Gradske i prigradske linije
Gradske linije voze na Puntamika (Borik), Stanovi - Bili Brig, Plovaniju, Ploče - Dračevac, Bokanjac (Novo Naselje), Poluotok,... sva naselja ili "kvartove" u gradu Zadru. Prigradske linije obuhvaćaju sva naseljena mjesta u Zadarskoj županiji ( Drage, Turanj, Biograd na Moru, Sv. Filip i Jakov, Posedarje, Starigrad, Vrana, Pakoštane...) 
Relacija Drage - Zadar i Zadar - Drage je linija na kojoj se najviše putuje i ima najviše putnika.